# Dwa muły dla siostry Sary
Dwa muły dla siostry Sary lub Muły siostry Sary (ang. Two Mules for Sister Sara) – amerykańsko-meksykański western z 1970 roku w reżyserii Dona Siegla.

## Opis fabuły
Akcja filmu toczy się podczas europejskiej interwencji w Meksyku w drugiej połowie XIX wieku. Hogan ratuje z rąk trzech bandytów kobietę, która okazuje się być zakonnicą. Wkrótce razem wyruszają do Chihuahua, aby pomóc Meksykanom w walce z Francuzami.

## Obsada
- Clint Eastwood – Hogan
- Shirley MacLaine – Sara
- Manuel Fábregas – pułkownik Beltrán
- Alberto Morin – generał LeClaire